# 武藏坊辨慶

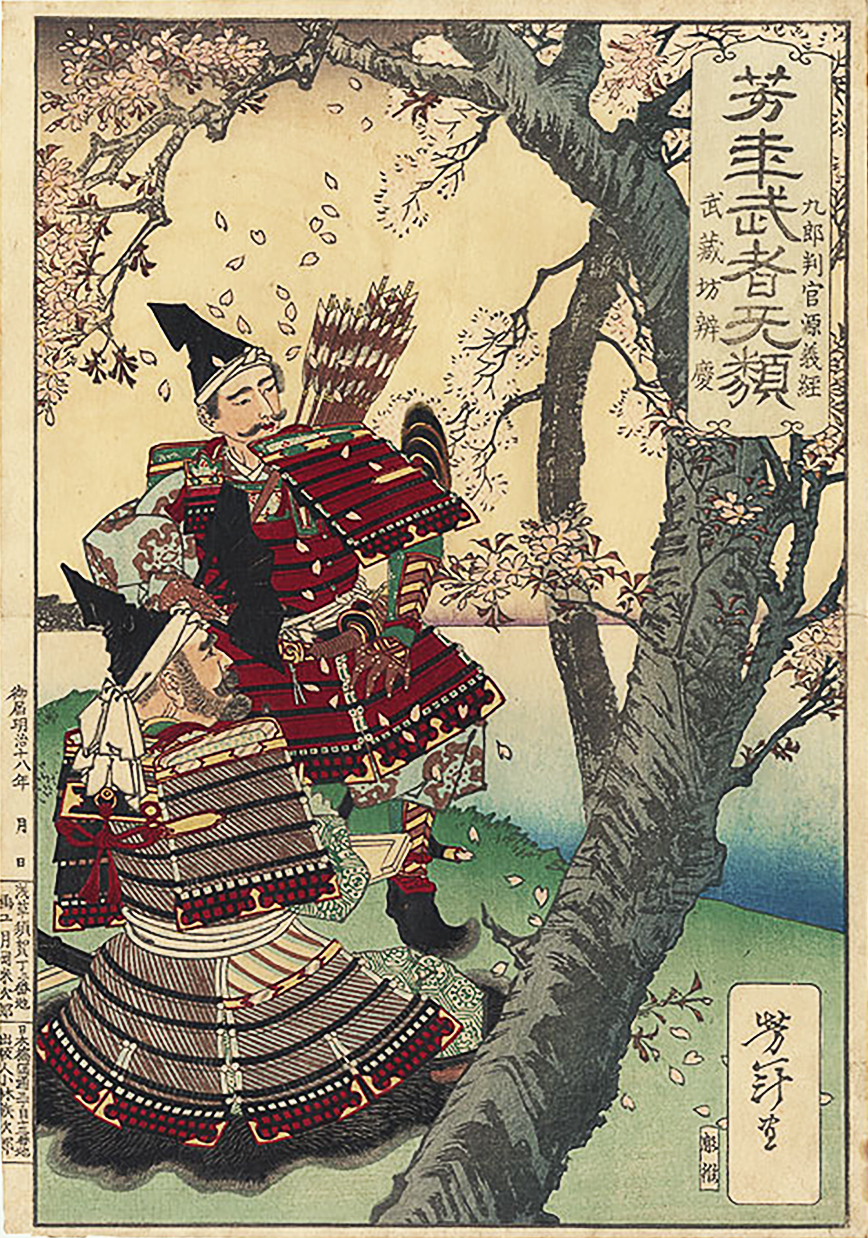
身披紅色盔甲的源義經與身披黑色盔甲的武藏坊辨慶，浮世繪畫師月岡芳年繪

武藏坊弁慶（日语：／ Musashibō Benkei，？—1189年6月15日），平安時代末期的僧兵，他的經歷經常作爲日本神話、传说、小說等的素材，為武士道精神的傳統代表人物。

## 史實記載的弁慶
關於辨慶的史實記載資料很少，在《吾妻鏡》的一書中，記錄了他在元治元年（1185年），跟隨源義經在京都一帶遊覽，但描述他的句子極少。
例如：
- 「弁慶法師已下相從」
- 「相從豫州之輩纔四人，所謂伊豆右衛門尉、堀彌太郎、武藏房弁慶並妾女〔字靜〕一人也」

## 弁慶傳說

### 出生
傳說弁慶是一位名叫湛増的寺院住持強奪某大納言的女兒為妻，懷胎18個月而生的（弁慶物語是3年）。生出來的時候已經有兩三歲小孩的大小，髮長及肩，牙齒齊全。湛増認為他「像鬼一樣」（鬼若），本欲殺之，賴為叔母所救，帶到京都撫養，命名為“鬼若丸”，簡稱“鬼若”。據說弁慶是在紀伊國（今和歌山縣）出生，而田邊市的旅遊資料當中，更以辨慶誕生地自居。
弁慶幼年時聽說有一隻鯉魚精在地方作亂，時常危害幼兒，一怒之下，拿著一把短刀，独身一人跳入水中，杀了身长八尺的巨大鲤鱼，这便是「脚踏鲤鱼鬼若丸」纹身的由来。

### 出家
弁慶在比叡山剃髮出家，從此改名為“武藏坊弁慶”。之後四處遊歷，曾到過四國和播磨國等地。傳說弁慶曾在京都五條大橋（一說在清水寺附近）進行「刀狩」，只要看上往來武士身上的太刀便要求比武，以擄太刀，在遇到源義經之前已經收集了999把太刀。源義經武藝高強、身輕如燕，讓弁慶輸得心服口服。從此弁慶便跟隨在義經左右，成為義經最忠誠的家臣。

### 跟隨義經
弁慶跟隨義經開始討伐平家，也成功為義經打勝了不少戰爭。平氏覆亡後，功高震主的義經受其兄源賴朝迫害，四處躲藏，弁慶一路相護，最後由北陸逃到奧州，投奔藤原泰衡處。得知義經在奧州的賴朝，脅迫泰衡討伐寄居在衣川館的義經。弁慶捨命護主，力戰之後仍究寡不敵眾，傳說弁慶是身中萬箭站立而死，即著名的“立往生”。

## 能劇、歌舞伎
源義經被兄長追殺，逃到加賀的安宅關（安宅の関）引起守將富樫左衛門的懷疑，富樫左衛門要求偽裝成勸募僧侶的源義經一行把「勸進帳」（香油錢的帳冊）拿出來檢查。據說此時膽大心細的弁慶急中生智，隨便呈上一份毫無關係的書卷，佯稱是勸進帳，並鼓動三寸不爛之舌瞞過了富樫左衛門。富樫左衛門打量了弁慶身邊的源義經後仍覺有異，弁慶便故意對源義經大喝：「皆因汝似判官，屢引禍端！」然後拿錫杖重重地打了源義經。弁慶逼真的演技徹底瓦解了富樫左衛門的心防，富樫左衛門心想：「豈有家臣妄為如是，必非判官也。」於是予以通關放行。
在戲劇《勸進帳》中，富樫不是受騙，而是打算放過源義經，刻意假裝自己被騙。

## 以弁慶命名的事物
- 弁慶蟹（日语：ベンケイガニ）（日语：／）

在沿海地方或海口附近出沒的小型蟹。一說此名之由來是因為聯想到身著重甲的辨慶；一說則由平家蟹（ヘイケガニ）的對比聯想而來。平家蟹因為甲殼上有人面模樣，被認為是受到壇之浦之戰時眾多投海自盡的平氏怨靈附身，因而得名。
- 弁慶縞

紫色和棕色或淺黃色等雙色交織而成的紡織品，花紋與圍棋棋盤交織非常相似，看起來很有層次感。但是名字稱作辨慶的原因仍然不明。
- 弁慶草（日语：／，別名）

一種生命力非常強的小草，猶如辨慶的立往生。
- 弁慶號

北海道官营的幌内铁道使用之蒸汽機車第2号機的愛称。保存於铁道博物館内。
- 弁慶岬

位于寿都町的寿都湾西口。
- 弁慶丸

遊戲《忍豆風雲3》的一隻中Boss。

## 弁慶對近世的影響
在日本網路文化中，形容一些非常強硬，而且很有威勢的人，稱為「網路弁慶」（ネット弁慶），而在家庭中有威嚴而對外謙卑的人被稱為「內弁慶」。
而弁慶所使用的七種道具，被稱為「弁慶的七種道具」，他使用的是薙刀、鐵之熊手（草耙）、大槌、刺又、大鋸、鉞和鐵棒。而在選舉中更有「選舉的七種道具」（選舉必定有的道具，旗、腕章等），而另外也更有「偵探的七種道具」。
相傳是他啟發了銅鑼燒的發明。一次他受傷時，在一處民家內養傷，後為報答恩情，將軍鑼送給該戶人家。那人以銅鑼為模型，塗小麥麵粉、加熱，再包上豆沙餡，便形成了銅鑼燒的雛型。
日本極道流行的「腳踏鯉魚鬼若丸」刺青，即取材弁慶幼年時在比叡山消滅危害兒童的橫山之池巨鯉精的傳說典故。
日本卡通《妖怪手錶》就有妖怪叫弁慶（還有機械弁慶，不同妖怪）。

## 相關作品
出生傳說
- 武藏坊弁慶出生傳說（日语：武蔵坊弁慶生誕伝説）

能劇・歌舞伎
- 船弁慶（觀世信光（日语：観世信光）作）
- 橋弁慶（日语：橋弁慶）（作者不明）
- 安宅（日语：安宅 (能)）（觀世信光作）
- 勸進帳（並木五瓶作）

小說
- 武藏坊弁慶（日语：武蔵坊弁慶 (小説)）（講談社、富田常雄（日语：富田常雄）著）

影視劇
- 弁慶一代記（1912年、日活、演：尾上松之助）
- 武藏坊弁慶（1922年、帝キネ、演：嵐璃徳）
- 武藏坊弁慶（1942年、東宝、演：岡讓二（日语：岡譲司））
- 踏虎尾的男人（1945年、東宝、演：大河内傳次郎）
- 源義經（1955年、東映、演：月形龍之介）
- 源義經（1959年、NET、演：山口勇）
- 源九郎義經（1962年、東映、演：伊藤雄之助）
- 弁慶（1965年、NTV、演：丹波哲郎）
- 源義經（日语：源義経 (NHK大河ドラマ)）（1966年、NHK大河劇、演：緒形拳）
- 新・平家物語（日语：新・平家物語 (NHK大河ドラマ)）（1972年、NHK大河劇、演：佐藤允）
- 雪之華 〜建禮門院德子的生涯〜（1982年、TBS、演：大島宇三郎）
- 武藏坊辨慶（日语：武蔵坊弁慶 (テレビドラマ)）（1986年、NHK水曜時代劇、演：中村吉右衛門（日语：中村吉右衛門 (2代目)））
- 源義經（日语：源義経 (1990年のテレビドラマ)）（1990年、TBS、演：松方弘樹）
- 源義經（日语：源義経 (1991年のテレビドラマ)）（1991年、NTV、演：里見浩太朗）
- 炎立（1993年、NHK大河劇、演：時任三郎）
- 五條靈戰記GOJOE（日语：五条霊戦記 GOJOE）（2000年、東寶、演：隆大介）
- 弁慶（2004年、TVO、演：氏木毅（日语：うじきつよし））
- 義經（2005年、NHK大河劇、演：松平健）
- 平清盛（2012年、NHK大河劇、演：青木崇高）
- 鎌倉殿的13人（2022年、NHK大河劇、演：佳久創）

漫畫
- 弁慶（集英社、手塚治虫作）
- 火鳥：亂世篇（マンガ少年、手塚治虫作）

遊戲
- 源平討魔傳系列
- 辨慶外傳系列
- 怪物彈珠 源平合戰系列
- Crash Fever 巫師級關卡：武藏坊弁慶來襲
- 命運/冠位指定（Fate/ Grand Order），在遊戲中作為lancer職階登場，但實際上是常陸坊海尊（日语：常陸坊海尊）借用武藏坊弁慶之名。
- 無雙OROCHI系列（光榮公司開發，諏訪部順一配音）
- イケメン源氏伝 あやかし恋えにし
- 貓咪大戰爭 超古代勇者系列 傳說稀有貓咪： 貓若丸
- 仁王系列